# ストレングネース
ストレングネース（スウェーデン語: Strängnäs）は、スウェーデン、セーデルマンランド地方のストレングネース市にある街で、同市の中心地。2020年の人口は15,363人。
メーラレン湖に面している。1291年に建てられ、後にカトリックからルター派に改宗したストレングネース大聖堂が街のランドマークになっている。

## 歴史
1120年の文献にDioceseとして初めて登場する。それによると街は海峡に面したいくつかの丘に築かれており、その中でも「ミル・ヒル」と「カテドラル・ヒル」の二つが知られている。ストレングネースという名は古ノルド語のstrengr（狭い海峡）とnes（高地、丘陵）の二語から来ている。1250年ごろに修道院ができ、1291年に大聖堂が完成した。この2つを中心に街は発展してきた。
1336年、国王マグヌス4世から都市憲章が与えられると、ストレングネースには議会や市場が設置されセーデルマンランド地方の主要都市になった。1523年にはこの地で改革者のローレンティウス・アンドレアとオラウス・ペトリによって国王にグスタフ1世が選出され、スウェーデン史上重要な場所になった。その後、専門教育を受けた者たちが1626年にトーマス体育館を建て、それは現在国内で二番目に古い体育館になっている。
街はゆるやかに発展してきたが、一時期エネルギッシュな司教が登場したことでペースが加速した。1871年には大火に見舞われたが復興を遂げ、このとき現在の街並みがつくられた。
現在、ストレングネースには欧州ルート20号線が通り、ストックホルム、セーデルテリエ、エスキルストゥーナなどのベッドタウンになっている。

## 姉妹都市
- リーベ（デンマーク）

## ギャラリー

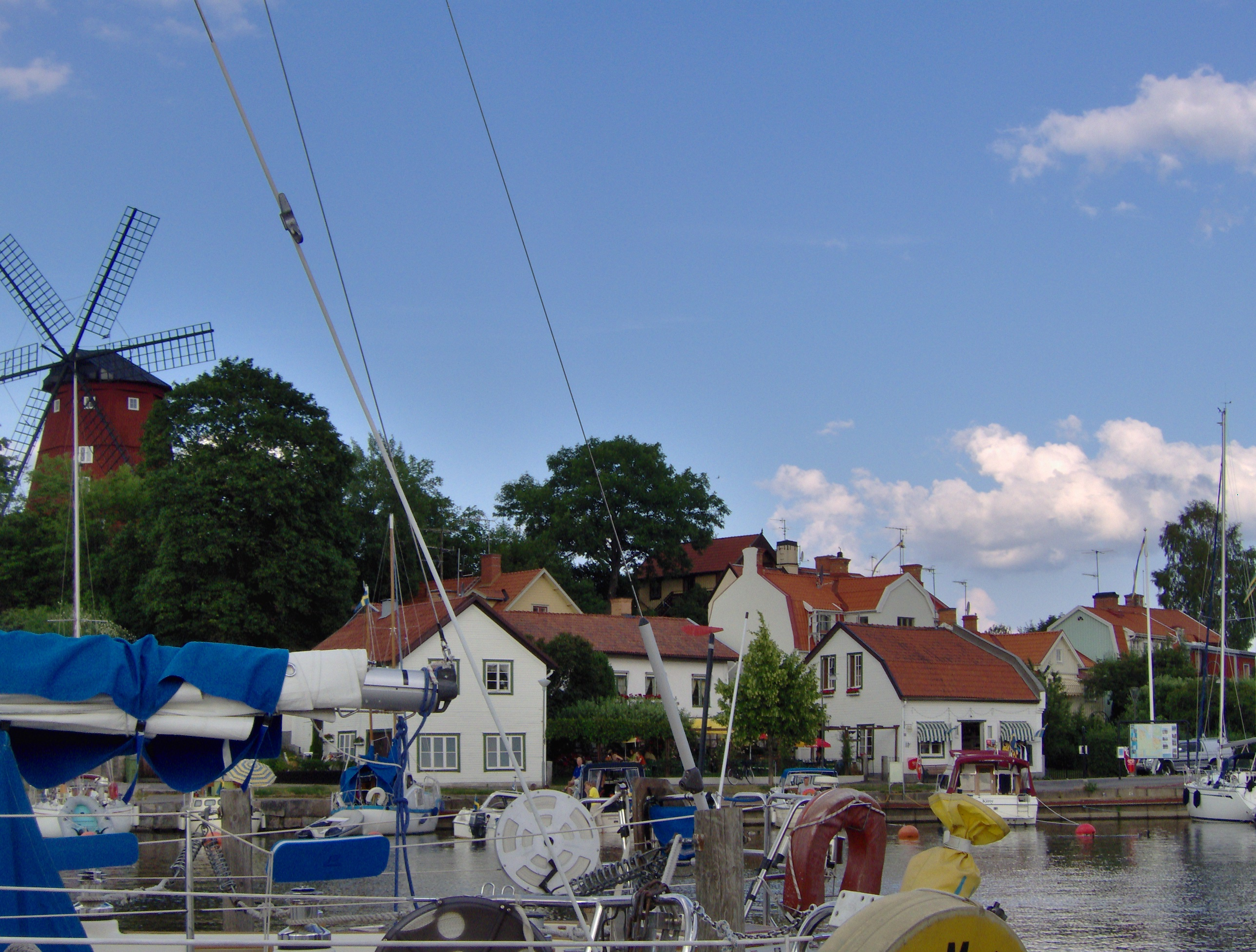
港と古い風車
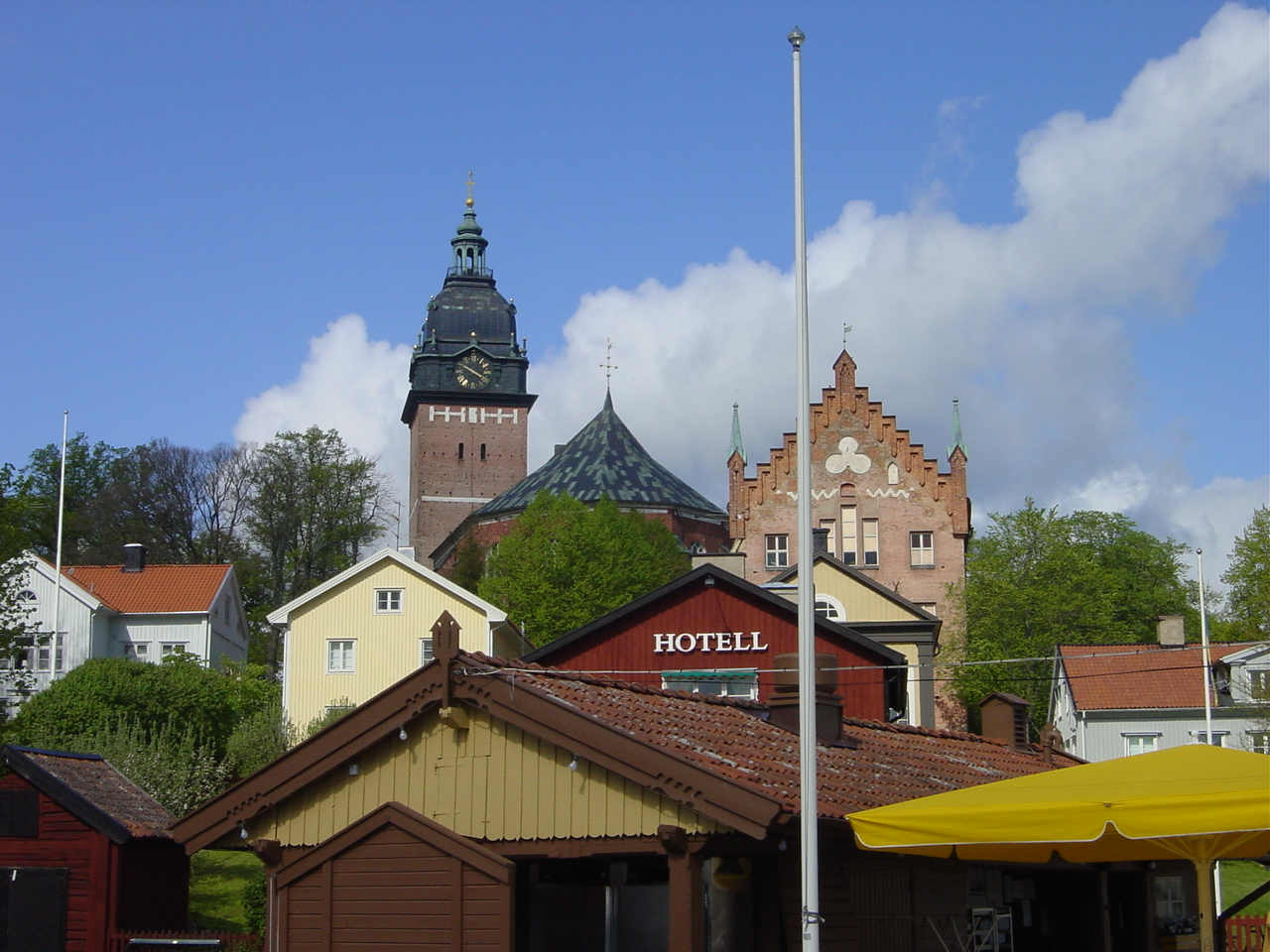
住宅地
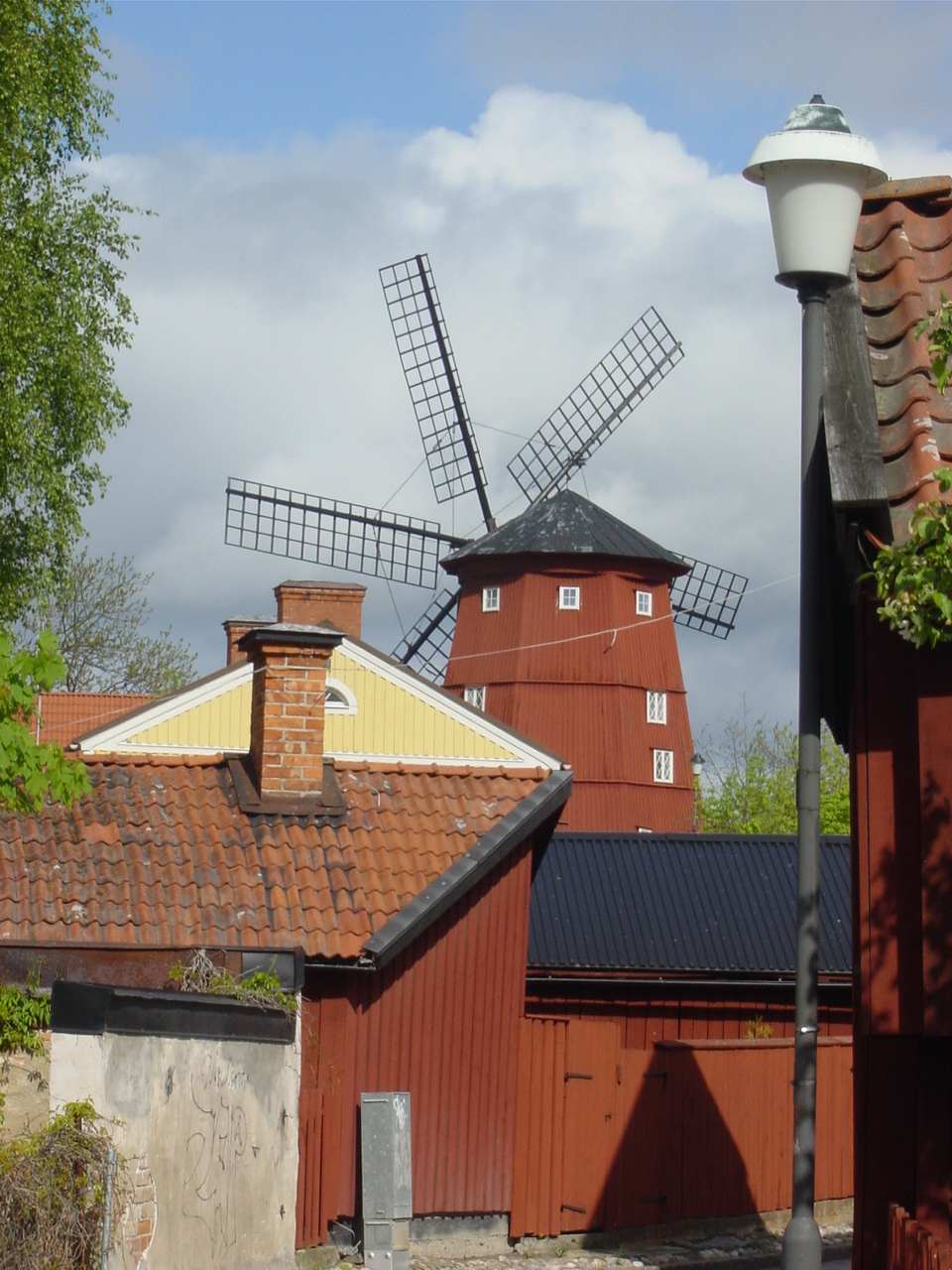
古い風車
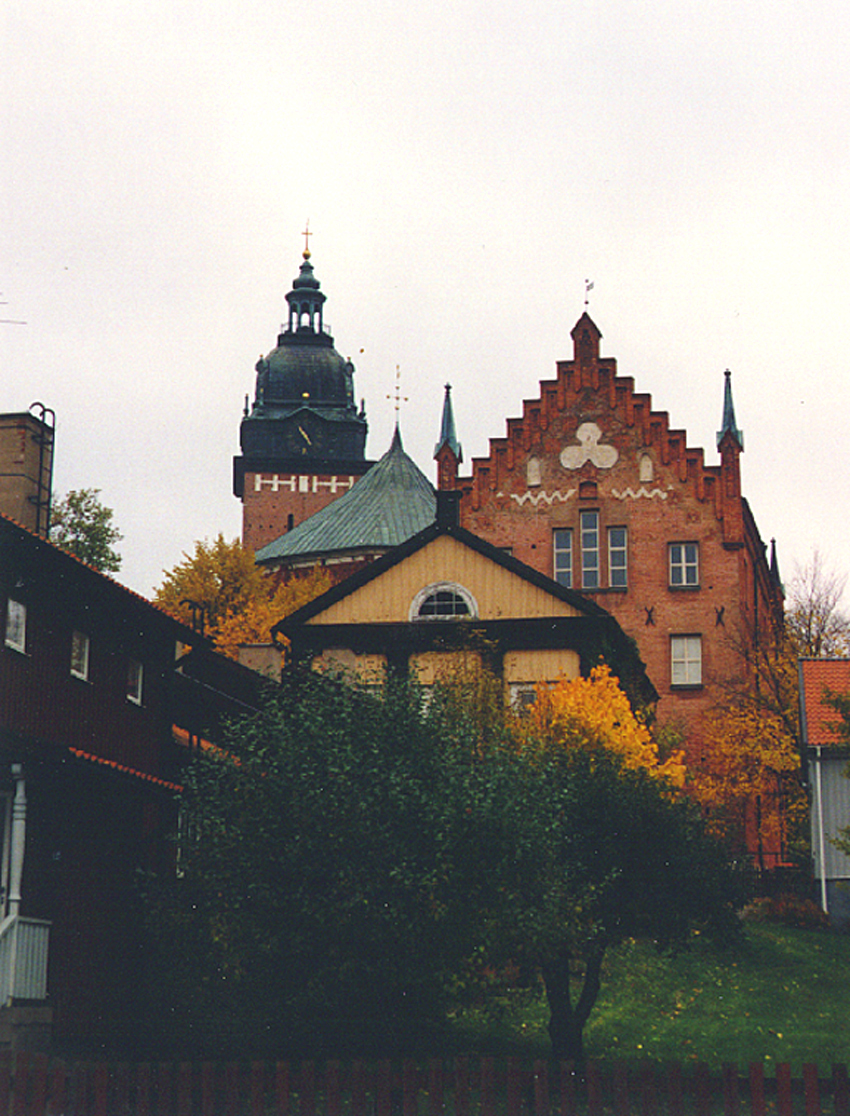
ストレングネース大聖堂